# 巣鴨中学校・高等学校
巣鴨中学校・高等学校（すがもちゅうがっこう・こうとうがっこう）は、東京都豊島区上池袋に所在し、中高一貫教育を提供する私立男子中学校・高等学校。
高等学校において、中学校から入学した内部進学の生徒と高等学校から入学した外部進学の生徒との間で、第1学年から混合してクラスを編成する併設混合型中高一貫校。

## 概要
社会学者であり教育者である遠藤隆吉が私財を投じて1910年（明治43年）5月、私塾「巣園学舎」を設立。「硬教育」による英才教育を唱え、文武の鍛錬と人格陶冶を実践する教育の場とした。1922年（大正11年）4月、旧制巣鴨中学校設立。硬教育による品性の陶冶、学問労働の一致、長幼の序を以て校是とする。2013年に解体されるまで本学園を物語っていた学園本館はこの時に建設されたものである。
堀内政三は長きにわたり第4代校長を務め（1956年6月 - 2007年3月）、巣鴨学園の基礎を築いた。現在の校長は堀内不二夫（第5代校長。2007年4月 -）である。
教育理念は「心身ともに努力主義」であり、誰にでもできる努力を誰にもできないレベルまでやり遂げることによってのみ将来が拓かれることを強く説いている。
その努力主義は少年期の学問、体育を通じて実践され、生徒たちが精神面、肉体面で優れた「真のエリート」になることを教育方針としている。特徴として「全教科必修主義」、「全校有段者主義」を掲げ、卒業までに柔道または剣道で段位を取得することを目標にしている。中学では剣道、高校では柔道または剣道を正規の必修授業科目としている。
また生徒たちの心身鍛錬を目指した学校行事も行われている。5月に大菩薩峠越え強歩大会、7月に巣園流水泳学校（千葉県館山市）と蓼科学校勉強合宿、11月の夢の島競技場でマラソン大会、1月の寒稽古等、季節に応じた様々な行事がある。
2012年度より、老朽化した校舎の解体が始まり、2015年8月までに巣鴨学園の全ての新校舎が完成した。なお、工期前半は工事が集中して行われるため、巣鴨中学は2012年9月から2014年8月まで約2年間浮間仮校舎（旧：北区立西浮間小学校跡地。埼京線浮間舟渡駅から徒歩1分）に移転していた。
学校の所在地は東京都豊島区巣鴨ではなく豊島区上池袋である。

## 象徴

### 校歌
校歌、学園歌、応援歌、巣園流歌、巣園流館山水泳行の計5種類の学校歌がある。ただし、学園歌が歌われることはまれである。以前は校歌と学園歌は卒業式などで全校生徒によりセットで歌われていたが国歌と校歌のみが歌われている。コロナ禍では、校歌は歌わず聞くだけであった。
- 校歌：作詞／沼波瓊音、作曲／山田源一郎
- 学園歌：作詞／佐藤春夫、作曲／坂本良隆
- 応援歌：作詞／藤田正人、作曲／長谷川堅二
- 巣園流歌：作詞／鈴木佐市、作曲／菊池初美
- 巣園流館山水泳行：作詞／鈴木佐市、作曲／淡野正

### 制服
- 硬教育の校風に則り、「制服は礼服」をモットーとしている。制服は緩みのない型のものが制定されている。ホックを襟元まで常に全部きちんと留めて着る、カラーを付けるなど、制服の規律正しい着こなしが指導される。冬服が正装であるが、5月中旬から10月上旬までは夏服の着用も認められている。前述の通り冬服が正装なので、夏季期間の夏服着用は「許可」という扱い（冬服の着用も可）だが、夏服期間外の冬服着用は義務であり、夏服着用は特例を除き認められていない。
- 冬の上着は、紺色、前ホック留め（前の打ち合わせに6個、襟に2個）、左右にベンツ、襟・打ち合わせ・裾・袖口・胸ポケットなどに黒い蛇腹の縁取りが入った、いわゆる「海軍型」の詰襟学生服。丈は着丈58cm程度とかなり短く、他校で違反とされることが多い「短ラン」を公式に採用しているのは、全国でも珍しい。胸にポケットがあるが、両脇にポケットはない。胴回りならびに襟のサイズが一般よりきつく仕立てられ、身体にぶかぶかな制服の購入は禁じられている。
- 左右の襟には同じ形の金色校章バッジを合計2個付け、襟の内側には、広幅の学校制定白カラーを装着する（首が痛くなるので、市販の幅の狭いカラーに取り替える生徒もいる）。校則が厳しい割には、学年・組章がなく、中・高別すら制服を見ただけでは分からない。上着の下には、白のワイシャツを、襟の第一ボタンまできちんと留めて着用する。
- ズボンは脇ポケットが極端に小さく、ポケットに手が入れられないようにしてある。元が海軍の制服なのでポケットは懐中時計を入れるためのもの。裾はシングル。
- 夏季は、上着がなく、両胸ポケットで胸ポケットの蓋に校章がプリントされた、開襟シャツとなる。
- 黒い革靴が制靴として決まっている。もし制靴が足に合わない場合、担任に申し出た上で履きやすい黒靴を履くことも認められている。
- 鞄は、制鞄、副鞄、小鞄、班バックがある。なお、制鞄については2017年度に革製鞄から、紺色のナイロン製バック（校章付きの2WAYタイプ）に変更された。
- 制帽があり、1997年からは着用は自由となった。
- 2014年から、学校指定のマフラーが制定されたが、2020年度から紺や黒など華美でない市販のマフラーおよびネックウォーマーの着用も可となった。

## 学校生活
課業
- 全校有段者主義の下、卒業式では、有段者や成績優秀者、行事皆勤賞等様々な視点から殆どの生徒を表彰し生徒に巣園メダルを与えている。
- 2時間目と3時間目の間（業間休み）に業間体操『巣園体操』を実施している。

クラス編成
- 高校では巣鴨中学からの進学者（中入生）約240名で5クラスを編成、また高校入試を経た他の中学出身者（高入生）約50名前後で2クラスを編成する。
- 2017年度からは、中2進級時にクラス替えを行い、中3、高1の中入生では1クラスだけ「数学クラス」（数学の成績優秀者を選抜したクラスで、学期ごとに成績下位の者を他クラスと入れ替えている）を設けている。
- 2015年度入学の高校生までは、中入生は高2から、高入生は高3から文数系（文系のクラス）と理数系に分かれる。2016年度以降の高校生は、中入生・高入生ともに高2から文数系と理数系に分かれる。

主な校則
- 携帯電話の所持・使用は登下校中を含めて原則禁止、許可制とする。
- アルバイトは禁止とする。
- ピアスは禁止とする。
- 制服着用時は第一ホックまで留め、登下校中・休憩時間中を含め一切外してはならない。
- セーター着用時はセーターの裾をズボンの中に入れる。

## 学校行事
大菩薩峠越え強歩大会
5月上旬に行われる。深夜2時から、東京の奥多摩と山梨の塩山との間に位置する大菩薩峠を越える。全校生徒が参加するが、中学1年生にとっては入学以来初めて経験する学校行事である。日中に歩く場合に比べて多くの危険が伴い、安全確保のために教員や卒業生がコース上で見張りに立っている。
毎年出発地点が交換される。学年ごとに踏破する距離が異なり、2005年に実施された大会では、中1：20.9km、中2, 3：26.0km、高1：28.0km、高2：33.9km、高3：34.5kmのコースであった。2000年頃までは、小河内ダム駐車場～塩山北中学校の42.3kmが高校生のコースであったが、小河内ダム駐車場が利用できなくなったことにより、高校生のコースが短縮された。
巣園流水泳学校
毎年夏休みの初めに3泊4日、千葉県館山市北条海岸にて行われる。現在は中1のみ必修となっており、中学2年生以上は自由参加である。
古くから日本に伝わる伝統的な日本泳法（そのうちの水府流太田派）を学ぶ場として現在に受け継がれている。一重伸し、二重伸し、両輪伸しなどの基本泳法から始め、上級班では各種の抜き手も習い、合宿の最後には遠泳が行われる。遠泳では「遠洋、泳洋」の掛け声で館山湾を横切る。遠泳では両輪伸しで泳ぐことが推奨される。これは、両手は波面のすぐ下を撫でるように水平に円を描いて浮力を得、両足は大きくゆったりと前後に開いてから勢いを付けて閉じる「挟み足」から推進力を得る泳法である。両手両足をシンクロさせて一掻きするが、一掻きするごとに数秒間全身を一直線にして「伸し」を取る。両輪伸しでは手は水を掻かないので疲れにくく、また「伸し」を取るたびに体を休めることになるので遠泳向きの泳法である。なお巣園流では他の日本泳法各派同様、ほとんどの泳法で頭を水上に出して泳ぐ。
日本泳法の他西洋泳法も学ぶ。
泳法指導のほか最終日の朝に行われる宿舎対抗の歌合戦の指導にも熱が入る。歌合戦は、声量と迫力に重きが置かれるため、毎朝の歌の指導は荒々しい。
泳力に応じて級分けがあり，上級班になるとヨットや和船の操船も習う。
蓼科学校勉強合宿
毎年夏休みの7月末から8月初めにかけて行われる。長野県蓼科高原にある蓼科学校にて、団体生活を学びながら、普段の授業では触れることのできない分野などを学習する。中学全学年と高入生1年が勉強合宿を行う。
創立記念マラソン大会
創立記念日である11月25日に、毎年夢の島競技場で8.1km走を行う。全校生必修である。学年ごとにスタートの時間差を3分ずつ取っている（制限時間は、中1は90分であるが、高3は75分）。
寒稽古
3学期の授業開始後、ほどなく行われる。剣道・柔道の２種目からなり、早朝、始業前から稽古が始まる。
全校生徒の参加が推奨され、中1から高2までの参加率は90%以上、高3も2割の生徒が参加し、寒稽古終了後にセンター試験を受験するなど6年間皆勤を目指す生徒も多い。以前は25日間行われていた時期もあったが、生徒の通学域の拡大や実質全校参加である事情を鑑み、実施期間はかつてより負担が軽くなり、現在、期間は6日間。最終日には納会が行われ、豚汁が配られる。2020,2021年度は行われていない。2023年度より再開。
球技大会
クラス対抗で中学生はドッジボール、ハンドボール、卓球、バレーボール、バスケットボールを、高校生はハンドボール、バスケットボール、バレーボール、卓球を戦う。最後に各種目の学年優勝クラス同士で学年を超えた決戦を行い、中学優勝、高校優勝を決定する。
スキー教室
2学期が終わると志賀高原のスキー場でスキー教室を開く。スキーはもちろん、温水プールやピザを作ったりして楽しむ。
百人一首大会
校内百人一首歌留多大会は中学・高校別にトーナメント戦で行われる。百人一首を暗記することが中2の冬休みの宿題として出される。
イートン・カレッジ サマースクール
イートン・カレッジ (Eton College) は1440年に創立され、以後560年間、イギリスの歴史に大きな役割を果たしてきた。王室・貴族階級の子弟が学び、歴代の多くの首相を輩出。中3から高2の間の夏休みに、希望者はイートン校での勉強と寮生活を堪能できる。日本の私立中高としてはイートン校の初めての提携校であり、毎年約40名が参加できる。日々の英語の授業に加え、大英博物館を訪れたりして文化歴史も学ぶ。希望者が多い場合は、英語の成績などによって選抜される。2024年現在は、廃止された模様。
オーストラリア中学高校体験入学
オーストラリアにホームステイしながら現地の中学・高校に体験入学をする。民間旅行会社による留学プログラムであり、学校を通さず、個人での申し込みも可。
Sugamo Summer School
中学3年生から高校2年生対象のイートン校サマースクールの実績を踏まえ、2017年度から中2・中3対象にSugamo Summer Schoolsが開催されることになった。
低学年の生徒に英語コミュニケーションの楽しさや意義を実践する場とし、英語力の向上とともにより高い教養を身につける機会となることを確信している、としている。

## 班活動
巣鴨学園では一般の学校でいうところの部活動のことを班活動という。
体育部
基本的に中学と高校は別々に活動しているが、スキー班や柔道班など、合同で活動している場合もある。
- 中学スキー班
- 高校スキー班
- 山岳班
- 中学蹴球班
- 高校蹴球班
- 中学卓球班

- 高校卓球班
- 高校排球班
- 合気道班
- 中学籠球班
- 高校籠球班
- 中学軟式庭球班
- 高校軟式庭球班

- 中学野球班
- 高校野球班
- 剣道班
- 中学柔道班
- 高校柔道班
- 中学陸上競技班

- 高校陸上競技班
- 水泳班
- 中学バドミントン班
- 高校バドミントン班
- 中学硬式テニス班
- 高校硬式テニス班

- 中学ハンドボール班
- 高校ハンドボール班

文化部
中学と高校は一緒に活動する。
- 書道班
- 美術班
- 生物班

- 科学技術班
- 写真班
- 英語班

- 化学班
- 吹奏楽班
- 地学班
- 弁論部

- 合唱班
- 歌留多班
- 茶道班

同好会
- JRC同好会
- 社会科研究同好会

研究会
- 物理研究会
- 数学研究会

- 囲碁・将棋研究会
- 鉄道研究会

## 交通アクセス
- JR山手線大塚駅（北口）より徒歩10分
- 東武東上線北池袋駅より徒歩10分
- 都電荒川線巣鴨新田停留場より徒歩8分
- JR埼京線板橋駅より徒歩14分
- 池袋駅（JR山手線・埼京線、西武池袋線、東武東上線、東京メトロ有楽町線、副都心線、丸ノ内線）より徒歩15分
- 都営地下鉄三田線西巣鴨駅より徒歩15分

地図
周辺地図

## 入試
- 中学入試には2つのタイプがあり、国語、算数、社会、理科の4科目入試は第1回80人、第2回100人、第3回40人、算数選抜の入試は20人の募集人員で実施される。
- 高校入試にも2つのタイプがあり、国語、数学、英語、社会、理科の5科目、または、国語、数学、英語の3科目、募集人員は約70人で実施される。

## 沿革
創立 - 戦前
- 1910（明治43）年 - 遠藤隆吉（1874（明治7）～1946（昭和21）年、東京帝国大学哲学科卒業、社会学者、文学博士）、私塾「巣園学舎」を創立。遠藤隆吉著『硬教育』（冨山房）公刊。
- 1922（大正11）年 - 旧制巣鴨中学校創立（東京府北豊島郡巣鴨村宮仲、現在の巣鴨学園所在地（豊島区上池袋1丁目）に同じ）。本館建設。
- 1924（大正13）年 - 旧制巣鴨商業学校を併置。校歌制定。
- 1928（昭和 3）年 - 旧制巣鴨高等商業学校（戦後分離の上、学制改革で千葉商科大学に）を併置
- 1931（昭和6）年 - 北校舎落成。
- 1941（昭和16）年 - 『生々示修養教本』[5]（生々主義倫理学）巣園学舎出版部刊行。
- 1945（昭和20）年 - 東京大空襲により校舎全焼。復旧に着手、授業継続。

戦後 - 現在
- 1947（昭和22）年 - 学制改革により、新制巣鴨中学校開校
- 1948（昭和23）年 - 校地拡張（現在の運動場）、学制改革により、巣鴨高等学校（普通科、商業科）開校
- 1953（昭和28）年 - 巣鴨高等学校商業科を独立させ巣鴨商業高等学校を開校
- 1956（昭和31）年 - 堀内政三校長就任（第4代）
- 1957（昭和32）年 - 柔剣道寒稽古復活
- 1958（昭和33）年 - 巣園流水泳学校復活
- 1959（昭和34）年 - 駆け足寒稽古開始、第1回多摩湖1周マラソン大会開催
- 1960（昭和35）年 - ホック式制服に変更（以前は金ボタン）
- 1963（昭和38）年 - 南校舎増築、第1回秩父競歩大会開催
- 1965（昭和40）年 - 第1回大菩薩峠越え競歩大会開催
- 1974（昭和49）年 - 巣園ギムナシオン全工事完成、創立記念生々塔を建立
- 1978（昭和53）年 - 北校舎増築
- 1980（昭和55）年 - 南校舎増築
- 1981（昭和56）年 - 巣鴨学園蓼科学校竣工（勉強合宿用）
- 1984（昭和59）年 - 遠藤隆吉著『硬教育』（復刻版）刊行、第1回武蔵丘陵森林公園マラソン大会開催
- 1987（昭和62）年 - 東校舎（半地下柔剣道場を含む本部棟）竣工
- 1990（平成 2）年 - 剣道部創立65年記念誌『巣鴨の剣道 -一つの巣鴨学園史-』刊行
- 1991（平成03）年 - 水彩画集『巣園風物』刊行。
1945年の空襲により廃墟と化した校舎やその周辺を、復興の兆しが微かに見え始めた時期に、当時在職していた丸野豊（美術科教諭。同郷の青木繁とは画友であった）が、授業の合間にスケッチしたものをまとめたもの。
- 1992（平成04）年 - 創立記念事業として遠藤隆吉著『生々主義哲学綱要』を復刻
- 1997（平成09）年 - 制帽着用が自由化される
- 1999（平成11）年 - 校地（テニスコート2面）拡張、巣鴨商業高等学校生徒募集停止、全校舎全教室に冷暖房空調設備完成
- 2000（平成12）年 - 巣鴨商業高等学校の生徒の募集を停止（2002年3月休校）。全校舎冷暖房化。
- 2002（平成14）年 - 旧制巣鴨中学校創立80周年。学園史『文武一貫』刊行。
- 2003（平成15）年 - 「学園祭」を「巣園祭」と改称実施
- 2007（平成19）年 - 堀内政三学園長就任。後任の校長職には堀内不二夫が就任（前職は副校長）。
- 2010（平成22）年 - 化学実験室でビーカーが破裂。11人が重軽傷。
- 2012（平成24）年 - 平成の大改築。新校舎建設開始、北校舎解体
- 2013（平成25）年 - 西校舎新ギムナシオン（体育館）竣工、本館南校舎解体
- 2014（平成26）年 - 旧ギムナシオン解体、新南校舎竣工
- 2015（平成27）年 - 新中央校舎、北校舎竣工。新校舎の全てが竣工。

歴代校長
1. 遠藤隆吉（1910年5月 - 1937年6月）
2. 遠藤健吉（1937年6月 - 1955年9月）
3. 清水虎雄（1955年9月 - 1956年6月）
4. 堀内政三（1956年6月 - 2007年3月）
5. 堀内不二夫（2007年4月 -）

## 著名な出身者
学界
- 市古貞次 - 国文学者、東京大学名誉教授、文化勲章受章
- 安藤英治 - マックス・ヴェーバー研究の権威、成蹊大学名誉教授
- 川口弘 - 経済学者（ケインズ経済学）、中央大学名誉教授・学長
- 下村康正 - 刑法学者、中央大学名誉教授
- 蝦名賢造 - 経済学者、獨協大学名誉教授、元獨協中学・高校校長
- 和田重雄 - 愛称：ドクターわだ重、サイエンスプレゼンター / 教育者
- 平田英明 - 経済学者、法政大学経営学部教授
- 河野敏鑑 - 経済学者
- 城戸幡太郎 - 心理学者、教育学者
- 中里英樹 - 社会学者、甲南大学文学部教授

官僚
- 新井裕 - 元警察庁長官
- 村井順 - 総理府調査室（のち内閣調査室）初代室長、内務・警察官僚。綜合警備保障社長

政治
- 秋山浩保 - 元柏市長
- 今野智博 - 元衆議院議員
- 樋口高顕 - 千代田区長、東京都議会議員

経済
- 重田康光 - 光通信創業者・社長
- 村上綾一 - 株式会社エルカミノ代表取締役
- 大島てる - 大島てる社長
- 弦本將裕 - 個性心理學研究所所長
- 大浦清一 - 貸しレコード店・黎紅堂創業者

芸能
- 渥美清 - 俳優、国民栄誉賞受賞
- 宇多丸 - ヒップホップ / RHYMESTER
- サンキュータツオ - 米粒写経ツッコミ担当
- 山根公路 - DEEN - キーボード担当
- 原田曜平 - 博報堂ブランドデザイン若者研究所リーダー
- 古新舜 - 映画監督 / 脚本家

芸術
- 浦田正夫 - 日本画家、日本芸術院会員
- 北村治禧 - 彫刻家、日本芸術院会員
- 村松健 - 音楽家
- 知念実希人 - 小説家、医師

マスメディア
- 北出清五郎 - 元NHKアナウンサー
- 和田勉 - 演出家 / 映画監督
- 崔基鎬 - ジャーナリスト / 加耶大学校（韓国）教授 / 日韓文化交流協会顧問
- 山中真 - 毎日放送アナウンサー
- 加藤聡 - 元日本テレビアナウンサー

スポーツ
- 森寅雄 - 剣道家（範士八段）/ 日本、米国で剣道・フェンシングの普及に尽力し「タイガー・モリ」として知られる
- 山本桂太朗 - TBS『SASUKE』の常連選手、栄光ゼミナール講師

その他
- 堀内不二夫 - 第5代校長
- 石丸元章 - ライター / 小説家
- 秋元正行 - 眼科医、日本ルービックキューブ協会顧問
- 村上綾一 - 株式会社エルカミノ代表取締役
- 孫良源（朝鮮語版） - 牧師、朝鮮の独立運動家
- 石井一馬-プロ雀士　最高位戦日本プロ麻雀協会

## 参考書籍
- おおたとしまさ『進学校という選択』日本経済新聞出版社〈日経プレミアシリーズ〉、2011年12月9日。
- おおたとしまさ『名門中学の子どもたちは学校で何を学んでいるのか』ダイヤモンド社、2012年10月19日。
- おおたとしまさ『中学受験 注目校の素顔 巣鴨中学校・高等学校』ダイヤモンド社〈学校研究シリーズ 013〉、2017年10月5日。

## 引用および脚注
注釈
1. ↑  科目名は「柔剣」
2. ↑  ただし2019年度は4月下旬に行われた

出典
1. ↑  『硬教育』遠藤隆吉著
2. ↑  蝦名賢造『硬教育―巣鴨学園の教育精神』西田書店、1998年10月20日。ISBN 978-4888662802。
3. ↑  “English Language and Cultural Course for Japanese Students Summer Schools” (英語).   Eton College. 2025年3月7日閲覧。
4. ↑  “3年目の夏 巣鴨でしか見られない景色”.   インターエデュ・ドットコム (2019年10月15日). 2025年3月7日閲覧。
5. ↑  『生々示修養教本』遠藤隆吉（著）